# اسکو کارهونن
اسکو کارهونن (فنلاندی: Esko Karhunen؛ ۴ ژانویه ۱۹۲۸ – ۸ مارس ۲۰۱۶) بازیکن بسکتبال اهل فنلاند بود. وی در بازی‌های المپیک تابستانی ۱۹۵۲ حضور داشته‌است.